# Seedorf (Kreis Segeberg)

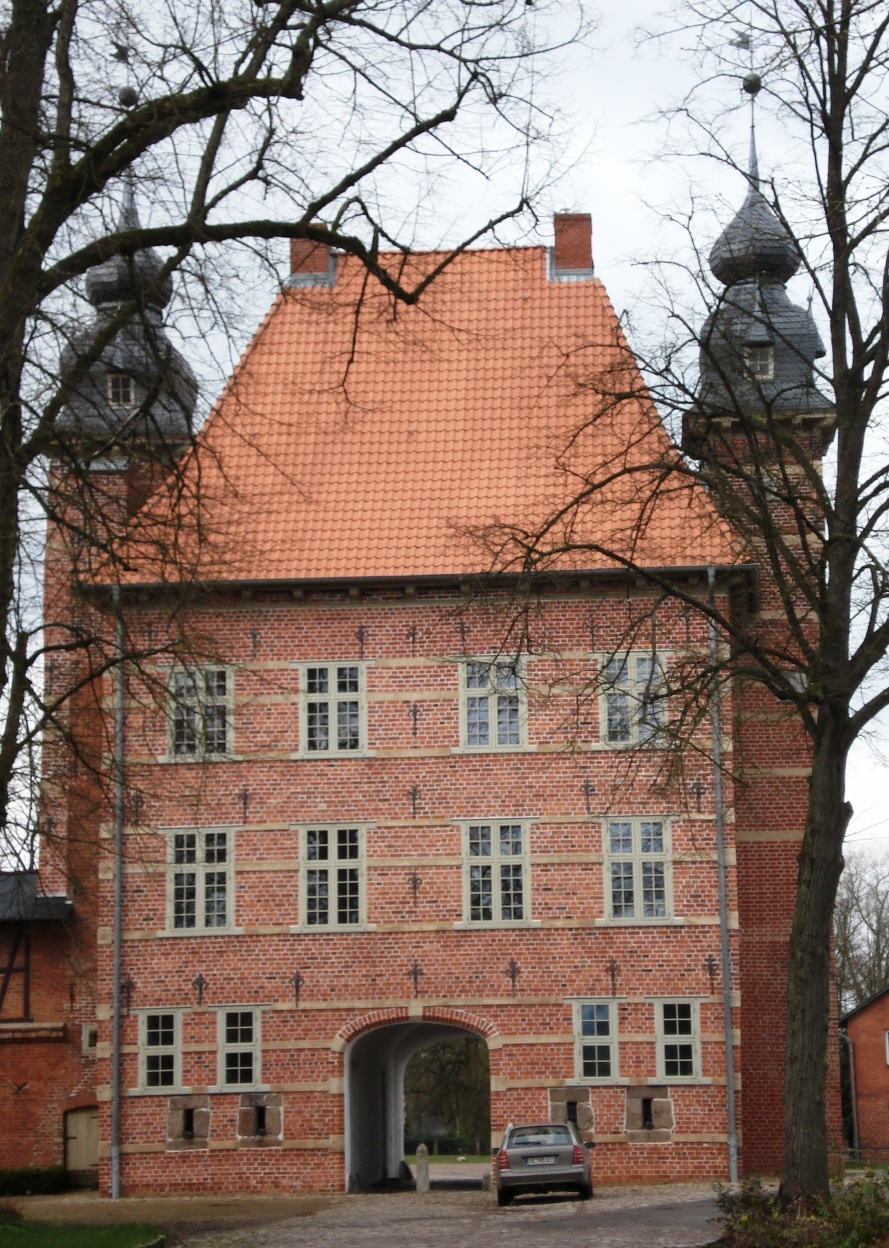
Torhaus des Gutes Seedorf

Seedorf (niederdeutsch Seedörp) ist eine Gemeinde im Nordosten des Kreises Segeberg in Schleswig-Holstein.

## Geschichte
Die Besiedlung im Gebiet der Gemeinde Seedorf geht zurück auf die Errichtung eines alten Wendenturmes im 9. Jahrhundert durch den Wendenfürsten Slaomir etwa an der Stelle, wo heute die Kirche in Schlamersdorf steht. Im Laufe der Zeit wurde der Platz um den Turm, der auch als Predigtstätte genutzt wurde, besiedelt. Aus der Bezeichnung Slaomirsturm ist der Ortsname Schlamersdorf abgeleitet.
Um 1150 wurde das Kirchspiel Schlamersdorf gebildet, das aus freien und selbständigen Dörfern bestand. Die damals von dem dänischen Adligen Sune Ebbesen Hvide gebaute Kirche war eine Rundkirche, ähnlich wie sie heute noch in Bjernede auf Seeland besteht. Das Kirchspiel wurde im 15. Jahrhundert zu den drei adligen Gütern Seedorf, Hornsdorf und Muggesfelde vereinigt.
Bis heute erhaltener historischer Kern der Gemeinde ist das Gut Seedorf. Zu ihm gehörten neben dem befestigten Haupthof Seedorf das Kirchdorf Schlamersdorf, das Dorf Berlin, der Meierhof Blomnath und später auch das Gut Hornstorf. Das ursprünglich befestigte Gelände des ehemaligen Gutes mit seinen denkmalgeschützten Gebäuden und Gartenflächen stellt noch heute ein herausragendes geschichtliches Zeugnis aus dieser Zeit dar.
Oldekop nennt in seiner Topographie für den Anfang des 20. Jahrhunderts 31 Wohnhäuser mit 124 Einwohnern in Schlamersdorf und 35 Wohnungen mit 318 Einwohnern in Berlin. Die Einwohnerzahl der gesamten Gemeinde wuchs bis 1939 auf 1454 Personen. Nach Kriegsende stieg sie flucht- und vertreibungsbedingt auf etwa 2800 Personen in den Jahren 1946 bis 1949. Erst in den 1960er Jahren pendelte sie sich auf einen Stand von 1700 bis 1800 Personen ein und erfuhr seit der zweiten Hälfte der 1980er Jahre einen stetigen Anstieg auf 2242 Personen im Jahr 2003. Seit kurzem sinkt die Bevölkerungszahl wieder.
Als politische Gemeinde besteht Seedorf seit 1929. Bis dahin war Seedorf ein Gutsbezirk. Bis 1970 war Seedorf amtsfreie Gemeinde, seitdem ist die Gemeinde dem Amt Wensin zugehörig, das 2006 aufgelöst wurde und zusammen mit dem Amt Segeberg-Land zum neuen Amt Trave-Land vereinigt wurde.

## Geografie

### Geografische Lage
Das Gebiet der Gemeinde Seedorf erstreckt sich im Westen des Naturraums Ostholsteinisches Hügel- und Seenland (Haupteinheit Nr. 702) am Landschaftsübergang zur Holsteinische Vorgeest (Nr. 698) im Westen hin fortlaufend bis an den Großen Plöner See im Norden heran. Die Gemeinde ist einbezogen in den Naturpark Holsteinische Schweiz um die zentral im lang gestreckten Gemeindegebiet liegenden Seedorfer- und Seekamper See.

### Ortsteile
Die Gemeinde Seedorf umfasst siedlungsgeografisch eine Vielzahl von Ortsteilen, im Fachjargon der Siedlungsstatistik auch als Wohnplatz bezeichnet. Zu Seedorf zählen, neben dem namenstiftenden Dorf, ebenfalls die weiteren Dörfer Berlin, Blomnath, Fresenfelde, Hornsdorf, Hornsmühlen, Kembs, Kuhlenbrook, Schlamersdorf (ein Kirchdorf) und Seekamp, die Häusergruppen Aukamp, Heidmoor, teilweise Hohlegruft, Hornsdorf-Asheide, Liethkaten, Reuterteich, Schulbusch, teilweise Stadtbek, Stauung, teilweise Tensfeld und Weitewelt, wie auch die Höfe-/Hofsiedlungen Bahrenkrug,  Blocksberg, Kiwitt, Neuenrade, Seebrook, Steinhorst und Thiergarten, ebenfalls die Haus-/Häusersiedlungen Berlinerau, Haferhagen, Kiekut, Muggesbrook und Seekate.

#### Schlamersdorf
Schlamersdorf ist mit ca. 700 Einwohnern der größte Ortsteil in der Gemeinde Seedorf. Hier befinden sich auch die Grundschule, der Kindergarten und die Kirche.
Die Gründung des Kirchdorfes Schlamersdorf geht zurück auf das 12. Jahrhundert. Mit der Gründung des Gutes Seedorf im 15. Jahrhundert ging Schlamersdorf als Kirchdorf in den Bestand des Gutes über.
Seit Ende des 18. Jahrhunderts findet im Dorfe jährlich der Schlamermarkt statt, ursprünglich immer am Donnerstag nach Johannis (24. Juni). Alle Arbeiter hatten an diesem Tage frei und konnten sich mit Waren des täglichen Bedarfs versorgen. Die Buden und Stände verteilten sich in den Straßen des Dorfes. 1836 wurde der heute noch erhaltene schöne baumbestandene und denkmalgeschützte  Marktplatz angelegt. Da der Markttag meistens mitten in die Heuernte fiel, wurde er 1856 auf den 14. Juni verlegt. Heute findet der traditionelle Schlamermarkt am ersten Juniwochenende als kommerzieller Jahrmarkt mit dörflichem Flair statt.
Bei dem großen Brand in Schlamersdorf am 27. Mai 1870 wurden die mittelalterliche Rundkirche und fast das gesamte Dorf zerstört. Das Feuer entstand im Schmiedehaus, dem letzten Haus am westlichen Ortsrand, und wurde durch den Westwind durch das Dorf getrieben. Einzig die nördlich und südlich am weitesten abseits gelegenen Gebäude, das alte Pastorat und ein Haus in der Segeberger Straße, sind erhalten geblieben. Der Wiederaufbau des Dorfes erfolgte in den Jahren 1871–1872. Die neue Kirche in der heutigen Form wurde 1873 eingeweiht. Architekt war Heinrich Moldenschardt.

#### Berlin

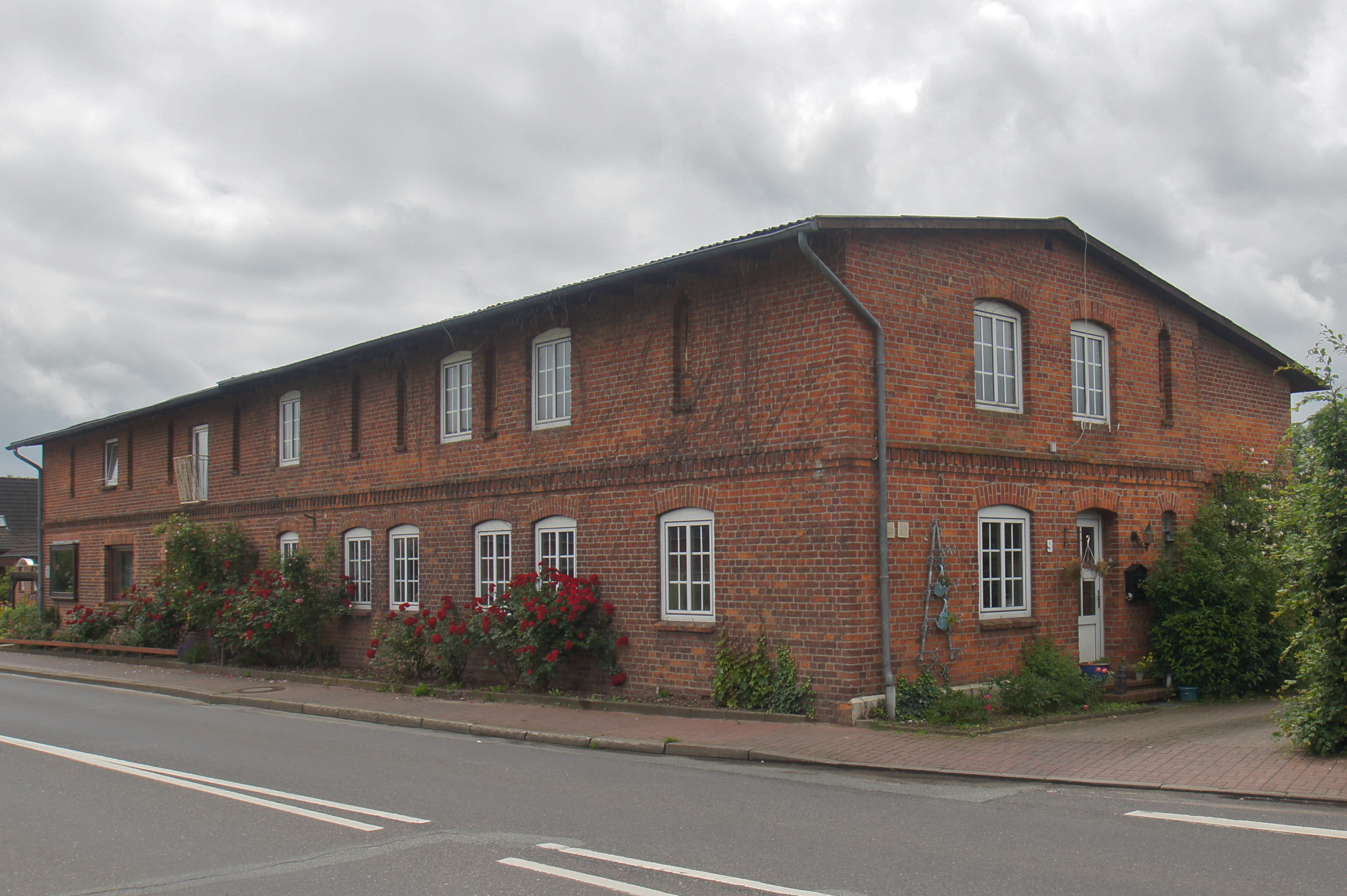
Freiwillige Feuerwehr in Berlin

Berlin ist mit ca. 600 Einwohnern der zweite größere Ortsteil in der Gemeinde Seedorf.
Das Dorf Berlin wurde bereits 1215 urkundlich erwähnt und gilt somit als das älteste Berlin der Welt. In der dänischen Zeit wurde es vom Gut Seedorf aus verwaltet. Der heutige Ortsteil Berlin hat aufgrund seines Namens eine gewisse Bekanntheit erlangt. Viele Straßennamen sind an die Namen bekannter Straßen und Orte der Stadt Berlin angelehnt. Die Durchgangsstraße trägt den Namen „Unter den Linden“. Weitere Straßen heißen „Kurfürstendamm“, „Potsdamer Platz“, „Potsdamer Straße“, „Lichterfelde“ oder „Heerstraße“. Ein Berliner Kilometerstein auf dem Potsdamer Platz weist auf die Entfernung von Berlin (Seedorf) zur Hauptstadt Berlin mit 357 Kilometern hin. Ein anderer Gedenkstein erinnert vor dessen Elternhaus am Potsdamer Platz an den Groß-Berliner Polizeibeamten Wilhelm Krützfeld, der seinen Untergebenen Otto Bellgardt beim Polizeipräsidium deckte, die Neue Synagoge in Groß-Berlin in der Pogromnacht vom 9. November 1938 vor Brandstiftern gerettet zu haben.

#### Reuterteich
Ca. einen Kilometer südlich vom Ortsteil Schlamersdorf entfernt liegt der kleine Weiler Reuterteich. Er hatte einst für die Landwirtschaft der Gemeinde Seedorf eine große Bedeutung und war Standort einer Meierei. Heute besteht er aus dem ehemaligen Meiereigebäude, dem Wohnhaus einer ehemaligen Gärtnerei und der Hofstelle Reuterteich.

### Natur und Landschaft
Die Gemeinde ist mit ihrer landschaftlich reizvollen Gemarkung bereits seit langem Bestandteil des Naturparkes Holsteinische Schweiz. Die Bereiche des Kembser und des Seedorfer Sees sowie des Stocksees/Tensfelder Au gehören zu den Kernzonen des Naturparkes.
Große Teile des Gemeindegebietes, insbesondere im Bereich Heidmoor, Seedorfer See und Tensfelder Au/Stocksee stehen unter Natur- oder Landschaftsschutz. Die Niederungsbereiche der Tensfelder Au und der Trave sowie der Bereich des Verbindungskanals zwischen Seedorfer See und Tensfelder Au sind Hauptverbundachsen im landesweiten Biotopverbundsystem. Die Heidmoorniederung, eine strukturreiche Brache-Niederungslandschaft, und die Wälder am Stocksee sowie zwischen Schlamersdorf und Garbek im Bereich Hohlegruft stehen als FFH-Gebiete unter besonderem Schutz.
Nach der amtlichen Statistik bestehen im Gemeindegebiet 617 ha Waldflächen und 213 ha Wasserflächen. Dies sind in erster Linie der Seedorfer See, der Seekamper See und der Kembser See.
Durch die abwechslungsreiche Landschaftsstruktur, die maßgeblich durch die Seen und die waldreiche Umgebung geprägt wird, durch die enge Verflechtung mit dem Bereich des Plöner Sees und dem Naturpark Holsteinische Schweiz sowie durch das Gut Seedorf mit seiner historischen Bausubstanz bietet die Gemeinde gute Voraussetzungen für ein interessantes Naherholungsziel.

## Politik

### Gemeindevertretung
Bei der Kommunalwahl am 14. Mai 2023 wurden insgesamt 13 Sitze vergeben. Von diesen erhielt die CDU acht Sitze, die Kommunale Fraktion Seedorf vier Sitze und die FDP einen Sitz.

### Wappen
Blasonierung: „In Blau ein erhöhter goldener Dreiberg, darin ein rotes Torhaus, seitlich begleitet von vier 2 : 2 gestellten grünen Laubblättern, darunter ein blau-silberner Wellenschildfuß.“
Historische Begründung: Die Gemeinde Seedorf liegt im östlichen Hügelland in den Naturräumen „Holsteinische Schweiz“ und „Seengebiet der oberen Trave“. Die Landschaft wird geprägt durch den Wechsel von Seen und Hügeln mit einer vielfältig strukturierten bäuerlichen Kulturlandschaft. Die blauen Wellenfäden im Schildfuß und der Dreiberg im Schildhaupt soll diese reizvolle Landschaft und die Lage dieses Dorfes am Seedorfer See symbolisieren. Die drei Wellenfäden weisen zugleich auf die drei Seen im Gemeindegebiet hin. Das Gold im Schildhintergrund bezieht sich auf die Bedeutung der Landwirtschaft, in der der Getreide- und Rapsanbau eine besondere Rolle spielt. Das Torhaus des Gutes Seedorf gehört zu den markantesten Gebäuden dieser Region. Es bildet daher die Hauptfigur im Wappen der Gemeinde. Die vier Laubblätter beziehen sich auf die historische Allee, die auf das Gut zuführt und die die Landschaft weithin sichtbar strukturiert sowie auf den Waldreichtum dieser Region.

### Flagge
Blasonierung: „Auf blauem Flaggentuch die Figuren des Gemeindewappens in flaggengerechter Tinktur.“

## Sehenswürdigkeiten
In der Liste der Kulturdenkmale in Seedorf (Kreis Segeberg) stehen die in der Denkmalliste des Landes Schleswig-Holstein eingetragenen Kulturdenkmäler.

### Denkmäler
Im Gemeindegebiet befinden sich zahlreiche, teilweise hochwertige archäologische und bauliche Denkmäler sowie Gartendenkmäler:
Im Gemeindegebiet gibt es ca. 310 archäologische Denkmäler und Fundstellen. Sie sind im Denkmalbuch und in der Landesaufnahme verzeichnet und im Plan nachrichtlich wiedergegeben. Bei den eingetragenen Denkmälern handelt es sich überwiegend um Grabhügel, im Wald westlich von Kembs befindet sich eine Turmhügelburg. Der Bereich des Gutes ist in der Planzeichnung als Gesamtanlage, die dem Denkmalschutz unterliegt, gekennzeichnet. Die erhaltene Befestigung des Gutes ist als Denkmal von besonderer Bedeutung unter der Nr. 21 geführt. Bei den einfachen Denkmälern handelt es sich überwiegend um Turmhügelburgen, Grabhügelreste, Siedlungsreste, Ackerbeete, Mahlmulden, Gräben, Fahrspuren und Grabungsbereiche. Außerdem gelten die Bereiche der Tensfelder Au, des Glindgrabens, das Travetal sowie der Thranbruch, der Seekamper See, die Berliner Au, die Glashütte Blomnath, das Heidmoor und das Liethmoor als archäologische Interessensgebiete.

### Bauliche Denkmäler von besonderer Bedeutung
- Torhaus Gut Seedorf
- Orangerie Gut Seedorf
- Herrenhaus Gut Seedorf
- Wohnhaus am Burggraben westl. des Torhauses
- Wohn- und Wirtschaftsgebäude, westl. Seite des Gutshofes
- Giebel-Fachwerkgebäude westl. des Gutes
- Kirche mit Kirchhof in Schlamersdorf

### Einfache bauliche Denkmäler
- Gutshaus in Hornsdorf
- Scheune auf Gut Hornsdorf
- Alte Schule Weitewelt
- Wohnhaus Berliner Straße 36, Schlamersdorf
- ehem. Schule Schlamersdorf
- Reetgedecktes Wohnhaus Grönland, Hornsmühlen
- Wohnhaus Am Burggraben 3, Seedorf

### Geschützte historische Parks und Gärten
- Park des Herrenhauses Seedorf
- Dorfanger mit Baumbestand, Schlamersdorf
- ehem. Pastoratsgarten, Schlamersdorf
- Alleen „Am Tiergarten/Hornstorfer Allee“, „Am See“ und „Himmelsallee“

## Wirtschaft
Im Ort bestehen zwei Gastwirtschaften mit Übernachtungsmöglichkeiten, mehrere private Fremdenzimmer und Ferienhäuser und ein Campingplatz am Seekamper See, der insbesondere während der Sommersaison gebucht wird. Im Ortsteil Hornsmühlen gibt es ein Wochenendhausgebiet.

## Verkehr
Die Gemeinde ist über die schleswig-holsteinischen Landesstraßen 69 (L 69) und 161 in das überregionale Straßenverkehrsnetz integriert.
Die L 69 führt von Nordwest nach Südost durch das Gemeindegebiet und bindet u. a. die Dorflagen Schlamersdorf und Berlin weiter nordwestlich in Bornhöved an die Bundesstraße 430 und weiter südöstlich in Gnissau an die Bundesstraße 432 an.
Von der L 69 zweigt im Seedorfer Ortsteil Berlin die L 161 in Richtung Eutin ab.
Im Gemeindegebiet verlaufen außerdem vier Kreisstraßen. Die K 45 ist die wichtigste Verbindung nach Süden in Richtung Bad Segeberg. Die K 93 und die K 110 stellen überörtliche Verbindungen nach Norden, insbesondere auch für den Ausflugsverkehr zum Plöner See dar. Die K 72 führt nach Osten in Richtung Glasau und Ahrensbök.
Die Gemeinde ist durch die Buslinie 7700 nach Bad Segeberg in das Busverkehrsnetz des Nahverkehrsverbund Schleswig-Holstein eingebunden.

## Persönlichkeiten
- Joachim Christopher Wendt (1693–1764), Pastor in Schlamersdorf von 1725 bis 1764
- Georg Christian Tegtmeyer (1792–1878), Kaufmann und Senator der Hansestadt Lübeck
- Ernest Charles Jones (1819–1869), englischer Schriftsteller, Dichter und Anwalt und Chartist
- Hans Plewe (1875–1961), Gewerkschaftsfunktionär
- Wilhelm Krützfeld (1880–1953), ehemaliger Polizeibeamter in Berlin, Namensgeber der Polizeischule des Landes Schleswig-Holstein
- Karl Schwien (1894–1961), Wasserbauingenieur, Brückenbauer und Baubeamter
- Alfred Ahrens (1899–1959), Politiker (SPD, 1954–1958 MdL Schleswig-Holstein)
- Manfred Frank (1929–2003), Politiker (1962–1998 Bürgermeister des Gemeinde Seedorf) (1975–1979 und 1980–1987 Mitglied des Landtages Schleswig-Holstein)
- Petra Wede (* 1969), Bankkauffrau, Radiomoderatorin und niederdeutsche Autorin, aufgewachsen und wohnhaft in Seedorf